# Alfonso Dosal
Manuel Alfonso Castro Dosal (ur. 13 marca 1985 w Meksyku) - meksykański aktor. Zadebiutował w roli „Chuya”, syna Mariny i Ricarda w telenoweli Marina. 
W 2012 związał się z Solaną Azulay, z którą ma dwójkę dzieci: córkę Milę (ur. 1 października 2012) i syna Galo (ur. 2014). W grudniu 2010 Dosal dokonał Coming outu i ujawnił, że jest biseksualistą. 

## Filmografia
- 2006: Marina jako Ricardo Alarcón Hernández „Chuy”
- 2008: El Cártel jako młody Santos
- 2009: Ellas son... la alegría del hogar jako Rodrigo
- 2010: XY. La revista jako Alfonso
- 2010–2011: Para volver a amar jako Sebastián Longoria Andrade
- 2012: Miss XV jako Max
- 2014: El color de la pasión jako Federico Valdivia
- 2015: A que no me dejas jako Camilo Fonseca Herrera
- 2018: Narcos: Meksyk jako Benjamín Arellano Félix